# Carl Fontana

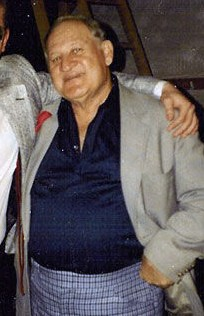
Carl Fontana

Charles „Carl“ Fontana (* 18. Juli 1928 in Monroe, Louisiana; † 9. Oktober 2003 in Las Vegas, Nevada) war ein US-amerikanischer Jazz-Posaunist, der seit den 1950er Jahren große Erfolge hatte.

## Leben und Wirken
Fontana wurde von seinem Vater, dem Saxophonisten und Violinisten Collie Fontana, der seine Familie in der Depression als Klempner durchbrachte, unterrichtet und spielte 1941 bis 1945 neben der Schule in dessen Band. Dann studierte er auf der Louisiana State University, an der er 1950 einen Abschluss als Musikpädagoge machte; nebenher spielte er in  Symphonieorchestern. 1951/52 gehörte er zu Woody Hermans Third Heard, nachdem er 1951 in New Orleans für Urbie Green einsprang und nach dessen Wiederkehr von Herman behalten wurde. 1952 bis 1953 war er bei Al Belletto, 1954 bei Lionel Hampton, 1954/5 bei Hal McIntyre. 1955/6 kam er bei Stan Kenton als Solist heraus, z. B. mit „Carl“ und „Polka Dots and Moonbeams“ und ging mit ihm 1956 auf Europa-Tour. 1956/7 warb ihn Kai Winding von Kenton ab. Ab Ende der 1950er Jahre war er in Las Vegas (nachdem er kurz im Dezember 1957 nochmals bei Herman einsprang). Dort spielte er in Show-Bands. 1966 spielte er bei Benny Goodman und ging mit Woody Herman auf Europa- und Afrikatour. Ab 1968 war er Mitglied der Vorgängerbands der „The World’s Greatest Jazz Band“ von Bob Haggart und Yank Lawson und spielte auf den „Colorado Jazz Parties“. In den 1970er Jahren gehörte er zu Supersax (ab 1973) und spielte mit Louie Bellson und Georgie Auld. 1975 hatte er eine Band mit dem Schlagzeuger Jake Hanna (Japan-Tour). In den 1980er Jahren trat er regelmäßig in der „Monday Night Jazz“ Show von National Public Radio auf. 1985 nahm er mit eigenem Quintett auf, u. a. mit Al Cohn. Ab den 1990er Jahren spielte er nicht mehr in Vegas-Bands, sondern trat nur noch weltweit als Solist auf und leitete in Vegas mit den Saxophonisten Bill Trujillo bzw. mit Arno Marsh ein Quintett. Zuletzt litt Fontana an Alzheimer.
Er war verheiratet und hatte drei Kinder.

## Stil
Er konnte besonders schnell und dabei extrem kontrolliert spielen. Er entwickelte eine Zungentechnik weiter, die man „Dudelzunge“ (engl.: „doodle tongue“) nennt. Dabei wird die Zunge doppelt schnell, weil man – statt üblicherweise jeden Ton mit z. B. TA TA TA TA oder DO DO DO DO anzustoßen – auch beim Zurücknehmen der Zunge einen Anstoß erzeugen kann, also statt do do do do do, do dl do dl do dl.